# Chủ tịch hội đồng tỉnh (Pháp)
Tại Pháp, Chủ tịch hội đồng tỉnh (tiếng Pháp: Président du conseil départemental) là chức vụ lãnh đạo dân cử của một hội đồng tỉnh, cơ quan lập pháp trông coi một tỉnh tại Pháp. Chức vụ này được các thành viên của hội đồng tỉnh bầu lên. Nếu số phiếu bầu chọn giữa hai ứng cử viên là bằng nhau thì thành viên cao cấp của hội đồng sẽ được chọn.
Chủ tịch hội đồng tỉnh nắm lực lượng cảnh sát. Các trách nhiệm gồm có: 
- Chủ tọa các cơ quan thẩm quyền của tỉnh
- Chuẩn bị và thực thi các quyết định của hội đồng tỉnh
- Thu và chi ngân sách
- Đại diện tỉnh về phương diện pháp lý

## Lịch sử
Năm 1871, một luật được thông qua trao cho mỗi tổng (phân cấp hành chính của một tỉnh) một đại diện tại hội đồng tỉnh (Conseiller général).
Sau khi nước Pháp giảm bớt trung ương tập quyền, các chuẩn mực về bầu cử được tái định nghĩa vào năm 1982. Cũng trong năm đó, chủ tịch hội đồng tỉnh được trao quyền lực hành pháp mà từ trước do tỉnh trưởng nắm giữ.

### Chủ tịch do nữ nắm giữ
- 1970-1982: Évelyne Baylet, Tarn-et-Garonne
- 1982-1985: Lucette Michaux-Chevry, Guadeloupe
- 1985-1994: Janine Bardou, Lozère
- 1991–hiện nay: Anne d'Ornano, Calvados
- 2004–hiện nay: Marie-Françoise Pérol-Dumont, Haute-Vienne
- 2004–hiện nay: Nassimah Mangrolia Dindar, Réunion
- 2008-2011: Claude Roiron, Indre-et-Loire
- 2008-2011: Josette Durrieu, Hautes-Pyrénées
- 2010–hiện nay: Hermeline Malherbe-Laurent, Pyrénées-Orientales
- 2011–hiện nay: Marisol Touraine, Indre-et-Loire
- 2011–hiện nay: Josette Manin

## Các lãnh thổ hải ngoại
Trường hợp tại các lãnh thổ hải ngoại thì khác hơn tại Chính quốc Pháp. Thông thường, các lãnh thổ này đồng thời vừa là tỉnh và là vùng. Chủ tịch hội đồng tỉnh có thể cũng phục vụ đồng thời là chủ tịch hội đồng vùng.

## Danh sách các chủ tịch hội đồng tỉnh
| Số  | Tỉnh (hay cộng đồng)                           | Chủ tịch                         | Đảng                                                 | Kể từ |
| --- | ---------------------------------------------- | -------------------------------- | ---------------------------------------------------- | ----- |
| 01  | Ain                                            | Rachel Mazuir                    | Đảng Xã hội                                          | 2008  |
| 02  | Aisne                                          | Yves Daudigny                    | Đảng Xã hội                                          | 2001  |
| 03  | Allier                                         | Jean-Paul Dufrègne               | Đảng Cộng sản Pháp                                   | 2008  |
| 04  | Alpes-de-Haute-Provence                        | Jean-Louis Bianco                | Đảng Xã hội                                          | 1998  |
| 05  | Hautes-Alpes                                   | Jean-Yves Dusserre               | Đảng liên minh vì phong trào nhân dân                | 2008  |
| 06  | Alpes-Maritimes                                | Éric Ciotti                      | Đảng liên minh vì phong trào nhân dân                | 2008  |
| 07  | Ardèche                                        | Pascal Terrasse                  | Đảng Xã hội                                          | 2006  |
| 08  | Ardennes                                       | Benoît Huré                      | Đảng liên minh vì phong trào nhân dân                | 2004  |
| 09  | Ariège                                         | Augustin Bonrepaux               | Đảng Xã hội                                          | 2001  |
| 10  | Aube                                           | Philippe Adnot                   | Phong trào Tự do và Cấp tiến                         | 1990  |
| 11  | Aude                                           | André Viola                      | Đảng Xã hội                                          | 2011  |
| 12  | Aveyron                                        | Jean-Claude Luche                | Đảng liên minh vì phong trào nhân dân                | 2008  |
| 13  | Bouches-du-Rhône                               | Jean-Noël Guérini                | Đảng Xã hội                                          | 1998  |
| 14  | Calvados                                       | Jean-Léonce Dupont               | Tân Ôn hòa                                           | 2011  |
| 15  | Cantal                                         | Vincent Descœur                  | Đảng liên minh vì phong trào nhân dân                | 2001  |
| 16  | Charente                                       | Michel Boutant                   | Đảng Xã hội                                          | 2004  |
| 17  | Charente-Maritime                              | Dominique Bussereau              | Đảng liên minh vì phong trào nhân dân                | 2008  |
| 18  | Cher                                           | Alain Rafesthain                 | Đảng Xã hội                                          | 2004  |
| 19  | Corrèze                                        | François Hollande                | Đảng Xã hội                                          | 2008  |
| 2A  | Corse-du-Sud                                   | Jean-Jacques Panunzi             | Đảng liên minh vì phong trào nhân dân                | 2006  |
| 2B  | Haute-Corse                                    | Joseph Castelli                  | Tả khuynh                                            | 2010  |
| 21  | Côte-d'Or                                      | François Sauvadet                | Tân ôn hòa                                           | 2008  |
| 22  | Côtes-d'Armor                                  | Claudy Lebreton                  | Đảng Xã hội                                          | 1997  |
| 23  | Creuse                                         | Jean-Jacques Lozach              | Đảng Xã hội                                          | 2001  |
| 24  | Dordogne                                       | Bernard Cazeau                   | Đảng Xã hội                                          | 1994  |
| 25  | Doubs                                          | Claude Jeannerot                 | Đảng Xã hội                                          | 2004  |
| 26  | Drôme                                          | Didier Guillaume                 | Đảng Xã hội                                          | 2004  |
| 27  | Eure                                           | Jean-Louis Destans               | Đảng Xã hội                                          | 2001  |
| 28  | Eure-et-Loir                                   | Albéric de Montgolfier           | Đảng liên minh vì phong trào nhân dân                | 2001  |
| 29  | Finistère                                      | Pierre Maille                    | Đảng Xã hội                                          | 1998  |
| 30  | Gard                                           | Damien Alary                     | Đảng Xã hội                                          | 2001  |
| 31  | Haute-Garonne                                  | Pierre Izard                     | Đảng Xã hội                                          | 1988  |
| 32  | Gers                                           | Philippe Martin                  | Đảng Xã hội                                          | 1998  |
| 33  | Gironde                                        | Philippe Madrelle                | Đảng Xã hội                                          | 1988  |
| 34  | Hérault                                        | André Vezinhet                   | Đảng Xã hội                                          | 1998  |
| 35  | Ille-et-Vilaine                                | Jean-Louis Tourenne              | Đảng Xã hội                                          | 2004  |
| 36  | Indre                                          | Louis Pinton                     | Đảng liên minh vì phong trào nhân dân                | 1998  |
| 37  | Indre-et-Loire                                 | Marisol Touraine (f)             | Đảng Xã hội                                          | 2008  |
| 38  | Isère                                          | André Vallini                    | Đảng Xã hội                                          | 2001  |
| 39  | Jura                                           | Christophe Perny                 | Đảng Xã hội                                          | 2011  |
| 40  | Landes                                         | Henri Emmanuelli                 | Đảng Xã hội                                          | 2000  |
| 41  | Loir-et-Cher                                   | Maurice Leroy                    | Tân ôn hòa                                           | 2004  |
| 42  | Loire                                          | Bernard Bonne                    | Đảng liên minh vì phong trào nhân dân                | 2008  |
| 43  | Haute-Loire                                    | Gérard Roche                     | Đảng liên minh vì phong trào nhân dân                | 2004  |
| 44  | Loire-Atlantique                               | Philippe Grosvalet               | Đảng Xã hội                                          | 2011  |
| 45  | Loiret                                         | Éric Doligé                      | Đảng liên minh vì phong trào nhân dân                | 1994  |
| 46  | Lot                                            | Gérard Miquel                    | Đảng Xã hội                                          | 2004  |
| 47  | Lot-et-Garonne                                 | Pierre Camani                    | Đảng Xã hội                                          | 2008  |
| 48  | Lozère                                         | Jean-Paul Pourquier              | Đảng liên minh vì phong trào nhân dân                | 2004  |
| 49  | Maine-et-Loire                                 | Christophe Béchu                 | Đảng liên minh vì phong trào nhân dân                | 2004  |
| 50  | Manche                                         | Jean-François Le Grand           | Đảng liên minh vì phong trào nhân dân                | 1998  |
| 51  | Marne                                          | René-Paul Savary                 | Đảng liên minh vì phong trào nhân dân                | 2003  |
| 52  | Haute-Marne                                    | Bruno Sido                       | Đảng liên minh vì phong trào nhân dân                | 1998  |
| 53  | Mayenne                                        | Jean Arthuis                     | Liên minh ôn hòa                                     | 1992  |
| 54  | Meurthe-et-Moselle                             | Michel Dinet                     | Đảng Xã hội                                          | 1998  |
| 55  | Meuse                                          | Christian Namy                   | Đảng liên minh vì phong trào nhân dân                | 2004  |
| 56  | Morbihan                                       | François Goulard                 | Đảng liên minh vì phong trào nhân dân                | 2011  |
| 57  | Moselle                                        | Patrick Weiten                   | Hữu khuynh                                           | 2011  |
| 58  | Nièvre                                         | Marcel Charmant                  | Đảng Xã hội                                          | 2001  |
| 59  | Nord                                           | Patrick Kanner                   | Đảng Xã hội                                          | 2011  |
| 60  | Oise                                           | Yves Rome                        | Đảng Xã hội                                          | 2004  |
| 61  | Orne                                           | Alain Lambert                    | Đảng liên minh vì phong trào nhân dân                | 2007  |
| 62  | Pas-de-Calais                                  | Dominique Dupilet                | Đảng Xã hội                                          | 2004  |
| 63  | Puy-de-Dôme                                    | Jean-Yves Gouttebel              | Đảng Xã hội                                          | 2004  |
| 64  | Pyrénées-Atlantiques                           | Georges Labazée                  | Đảng Xã hội                                          | 2011  |
| 65  | Hautes-Pyrénées                                | Michel Pélieu                    | Đảng cánh tả cấp tiến                                | 2011  |
| 66  | Pyrénées-Orientales                            | Hermeline Malherbe-Laurent (f)   | Tả khuynh                                            | 2010  |
| 67  | Bas-Rhin                                       | Guy-Dominique Kennel             | Đảng liên minh vì phong trào nhân dân                | 2008  |
| 68  | Haut-Rhin                                      | Charles Buttner                  | Đảng liên minh vì phong trào nhân dân                | 2004  |
| 69  | Rhône                                          | Michel Mercier                   | Ôn hòa                                               | 1990  |
| 70  | Haute-Saône                                    | Yves Krattinger                  | Đảng Xã hội                                          | 2001  |
| 71  | Saône-et-Loire                                 | Arnaud Montebourg                | Đảng Xã hội                                          | 2008  |
| 72  | Sarthe                                         | Jean-Marie Geveaux               | Đảng liên minh vì phong trào nhân dân                | 2011  |
| 73  | Savoie                                         | Hervé Gaymard                    | Đảng liên minh vì phong trào nhân dân                | 2008  |
| 74  | Haute-Savoie                                   | Christian Monteil                | Hữu khuynh                                           | 2008  |
| 75  | Paris                                          | Bertrand Delanoë                 | Đảng Xã hội                                          | 2001  |
| 76  | Seine-Maritime                                 | Didier Marie                     | Đảng Xã hội                                          | 2004  |
| 77  | Seine-et-Marne                                 | Vincent Eblé                     | Đảng Xã hội                                          | 2004  |
| 78  | Yvelines                                       | Alain Schmitz                    | Đảng liên minh vì phong trào nhân dân                | 2009  |
| 79  | Deux-Sèvres                                    | Éric Gautier                     | Đảng Xã hội                                          | 2008  |
| 80  | Somme                                          | Christian Manable                | Đảng Xã hội                                          | 2008  |
| 81  | Tarn                                           | Thierry Carcenac                 | Đảng Xã hội                                          | 1991  |
| 82  | Tarn-et-Garonne                                | Jean-Michel Baylet               | Đảng cánh tả cấp tiến                                | 1985  |
| 83  | Var                                            | Horace Lanfranchi                | Đảng liên minh vì phong trào nhân dân                | 2002  |
| 84  | Vaucluse                                       | Claude Haut                      | Đảng Xã hội                                          | 2001  |
| 85  | Vendée                                         | Bruno Retailleau                 | Hữu khuynh                                           | 2010  |
| 86  | Vienne                                         | Claude Bertaud                   | Đảng liên minh vì phong trào nhân dân                | 2008  |
| 87  | Haute-Vienne                                   | Marie-Françoise Pérol-Dumont (f) | Đảng Xã hội                                          | 2004  |
| 88  | Vosges                                         | Christian Poncelet               | Đảng liên minh vì phong trào nhân dân                | 1976  |
| 89  | Yonne                                          | André Villiers                   | Tân ôn hòa                                           | 2011  |
| 90  | Territoire de Belfort                          | Yves Ackermann                   | Đảng Xã hội                                          | 2004  |
| 91  | Essonne                                        | Jérôme Guedj                     | Đảng Xã hội                                          | 2011  |
| 92  | Hauts-de-Seine                                 | Patrick Devedjian                | Đảng liên minh vì phong trào nhân dân                | 2007  |
| 93  | Seine-Saint-Denis                              | Claude Bartolone                 | Đảng Xã hội                                          | 2008  |
| 94  | Val-de-Marne                                   | Christian Favier                 | Đảng Cộng sản Pháp                                   | 2001  |
| 95  | Val-d’Oise                                     | Arnaud Bazin                     | Hữu khuynh                                           | 2011  |
| 971 | Guadeloupe                                     | Jacques Gillot                   | Thống nhất Guadeloupe, xã hội chủ nghĩa và hiện thực | 2001  |
| 972 | Martinique                                     | Josette Manin (f)                | Tả khuynh/Bấtir xứ Martinique                        | 2011  |
| 973 | Guyane                                         | Alain Tien-Liong                 | Tả khuynh                                            | 2008  |
| 974 | Réunion                                        | Nassimah Mangrolia-Dindar (f)    | Tả khuynh                                            | 2004  |
| 975 | Saint-Pierre-et-Miquelon (cộng đồng hải ngoại) | Stéphane Artano                  | Quần đảo Ngày mai                                    | 2006  |
| 976 | Mayotte                                        | Daniel Zaïdani                   | Tả khuynh                                            | 2011  |